# Миколаивка
Миколаивка (на украински: Миколаївка) е селище от градски тип в Южна Украйна, Березивски район на Одеска област. Основано е през 1918 година. Населението му е около 3743 души.